# Du courage pour chaque jour
Pour plus de détails, voir Fiche technique et Distribution.
Du courage pour chaque jour (Každý den odvahu) est un film tchécoslovaque réalisé par Evald Schorm, sorti en 1964.

## Fiche technique
- Titre : Du courage pour chaque jour
- Titre original : Každý den odvahu
- Réalisation : Evald Schorm
- Scénario : Antonín Máša
- Musique : Jan Klusák
- Photographie : Jan Čuřík
- Montage : Josef Dobrichovský
- Format : Noir et blanc - Son mono
- Genre : Film dramatique
- Durée : 85 minutes
- Date de sortie : 1964

## Distribution
- Jan Kačer : Jarda Lukas
- Josef Abrhám : Borek
- Jana Brejchová : Vera
- Emma Černá : la sœur de Vera

## Distinctions
- Léopard d'or au Festival de Locarno en 1966.